# Церква Івана Предтечі (Верхоріччя)
Церква Івана Предтечі — древня церква XIV—XV століття Готської епархії в селі Бія-Сала (Верхоріччя) у Бахчисарайському районі Автономної Республіки Крим, центр Верхоріченської сільської ради. Нині — руїни, від храму залишилась лише апсида, пам'ятка архітектури.

## Історія
Час будівництва храму історики відносять до кінця XIV століття, виходячи з архітектурної спорідненості з церквами Архангелів Михайла та Гавриїла, Костянтина та Олени в Шурю та Іоанна Предтечі у Бія-Сала.
А. Л. Бертьє-Делагард і Таврійський єпископ Гермоген, судячи з напису, що не зберігся, вважали, що церква була побудована і розписана в 7096 (1587) році і освячена при Констанції, архієпископі Готії.
Нині превалює думка, що у тому року храм було реставровано силами сім'ї настоятеля Костянтия.

## Охорона церкви
Згідно закону «Про Перелік пам'яток культурної спадщини, що не підлягають приватизації»
(Відомості Верховної Ради України (ВВР), 2009, № 8, ст.105) церкву внесено до пам'яток культурної спадщини.